# 趙承来

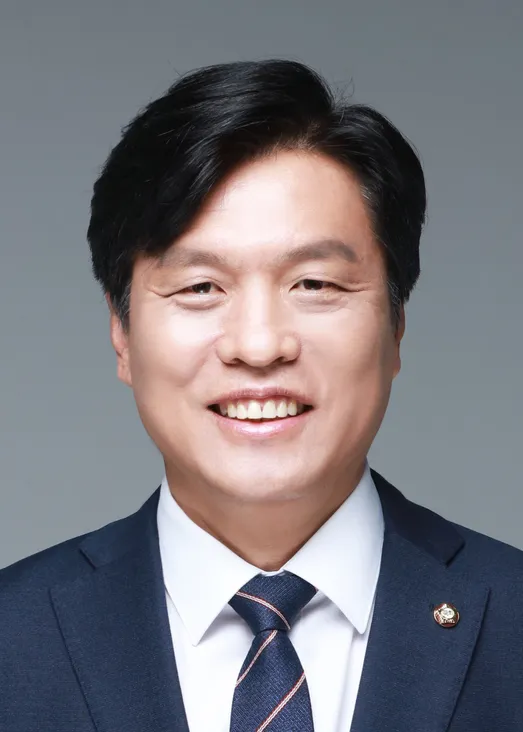
公式写真

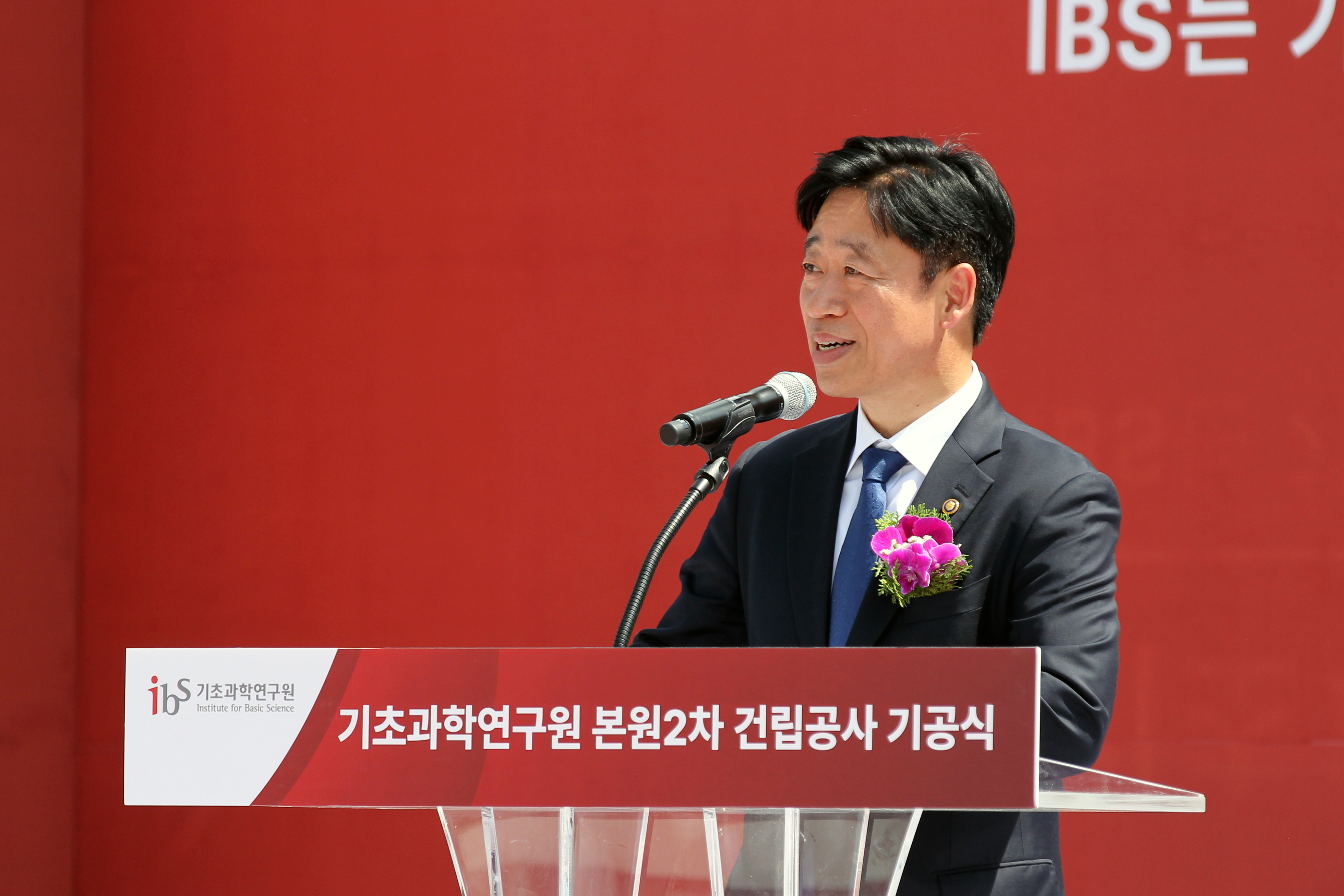
2023年

趙 承来（チョ・スンネ、朝鮮語: 조승래/趙承來、1968年2月21日 - ）は、大韓民国の政治家。第20・21・22代韓国国会議員。

## 経歴
ハンバッ高等学校、忠南大学校社会学科卒。同大平和安保大学院修了（平和安保学修士）。大統領秘書室社会調整秘書官、忠清南道知事秘書室長、檀国大学校招聘教授、韓国映画を愛する国会議員の会共同代表、共に民主党教育特別委員会委員長・本当に良い地方政府委員会委員・歴史教科書国定化阻止特別委員会幹事・地方革新均衡発展推進団推進委員・幼稚園保育園公共性強化特別委員会幹事、第20代国会運営委員会委員・教育委員会幹事・予算決算特別委員会委員・教育委員会法案審査小委員会委員長、第21代国会科学技術情報放送通信委員会幹事・運営委員会委員を務めた。李在明が共に民主党代表になってからは党首席スポークスマンを務めた。

## エピソード
eスポーツに関心があって、その動静に詳しい。